# Gynoplistia (Gynoplistia) apicalis helmsi
Gynoplistia (Gynoplistia) apicalis helmsi is een ondersoort van de tweevleugelige Gynoplistia (Gynoplistia) apicalis uit de familie steltmuggen (Limoniidae). De ondersoort komt voor in het Australaziatisch gebied.